# Wladimir Wengeroff
Wladimir Wengeroff var en rysk-tysk producent.
Wengeroff, som var flykting från Ryssland, var en bekant avant garde-regissör och -producent som 1924 grundade filmbolaget Westi tillsammans med industrialisten Hugo Stinnes. Stinnes dog dock inom ett år, och Wengeroff kom senare att arbeta för den tyska filmstudion UFA.

## Producent
| År   | Film                                                  |
| ---- | ----------------------------------------------------- |
| 1929 | Cagliostro - Liebe und Leben eines großen Abenteurers |
| 1927 | Bara en danserska                                     |